# Naświetlenie
Naświetlenie – proces padania światła na materiał światłoczuły, dzięki czemu powstaje na nim obraz utajony. Prawidłowe naświetlenie jest kluczowym elementem w procesie powstawania zdjęcia. Jeśli światła naświetlającego jest za mało, zdjęcie będzie za ciemne, niedoświetlone. Analogicznie, gdy światła jest za dużo, zdjęcie będzie prześwietlone.
Po naświetleniu uzyskany obraz musi być jeszcze co najmniej wywołany, a następnie utrwalony. Niekiedy niezbędne są jeszcze dodatkowe procesy.
Proces naświetlania odnosi się również do poligrafii (zob. naświetlarka).